# Justo José de Urquiza
Don Justo José de Urquiza, född den 18 oktober 1801 i provinsen Entre Ríos, död där den 12 april 1870, var en argentinsk general och statsman. 
Urquiza var först gauchosanförare, blev sedan sin hemtrakts rikaste godsägare och utsågs 1842 till provinsens guvernör. Genom Brasiliens, Paraguays och Uruguays understöd blev han ledare av motpartiet mot presidenten Rosas, besegrade denne vid Monte Caseros den 3 februari 1852 och trädde i spetsen för Argentinas styrelse. Buenos Aires erkände inte hans myndighet, och långvariga strider följde, men omsider tillintetgjordes provinsens försök att skilja sig från det argentinska statsförbundet av Urquiza genom segern över general Bartolomé Mitre vid Cepeda i oktober 1859. Sedan hans ämbetstid utlöpt (1860), var Urquiza en tid högste befälhavare över förbundshären, besegrades vid Pavón av Mitre (i september 1861) och nödgades återgå till guvernörsposten i Entre Ríos. Han mördades av sin adjutant under ett upplopp i San José.